# آرتورو گاتی
آرتورو گاتی (انگلیسی: Arturo Gatti; زاده ۱۵ آوریل ۱۹۷۲ – درگذشته ۱۱ ژوئیهٔ ۲۰۰۹) بوکسور اهل کانادا بود.